# Ara zelenokřídlý
Ara zelenokřídlý (Ara chloropterus) je velký, pestře zbarvený papoušek, jeden z největších a nejrozšířenějších arů.

## Popis
Nápadný, až 100 cm velký pták s rozpětím křídel kolem 125 cm a hmotností nad 1 kg. Stejně jako ostatní arové má nápadně zbarvené štíhlé tělo, nápadně dlouhý ocas a silný zobák. Má červené břicho, lopatky a hlavu s bílou kůží na obličeji, světle modrý kostřec, hřbet a křídla s temně zeleně zbarvenými předními krovkami. Samec i samice jsou zbarveni stejně, mladí ptáci se podobají dospělcům, ale mají kratší ocasy. Ve volné přírodě bývá velice často zaměňován s podobným arou arakangou (Ara macao), v jehož společnosti se běžně zdržuje.

## Rozšíření
Hojně se vyskytuje v tropických lesích na severu a středu Jižní Ameriky. Celá jihoamerická populace nebyla zatím vyčíslena, ale již se odhaduje, že žije na ploše větší jak 8 100 000 km2. V současné době pro něj představuje největší hrozbu vymítání jeho přirozeného biotopu, vybíjení dospělých ptáků pro maso a pera a vybírání mláďat z hnízd pro oblíbený domácí chov.
Pro své výrazně zbarvené peří bývá tento pták součástí soukromých chovů, a to i přes skutečnost, že jeho odchov je relativně náročný, mimo jiné z důvodu jeho častého a pronikavého křiku. V České republice lze tohoto výrazně zbarveného ptáka spatřit na vlastní oči v zoologických zahradách: Zoo Na Hrádečku, ZOO Zlín, Zoo Praha, ZOO Jihlava, ZOO Liberec, Zoo Ústí nad Labem a Zoo Tábor. Na Slovensku je chován v Zoo Bojnice.

## Ekologie
Žije v párech nebo hejnech, často se mísí s hejny ostatních druhů arů. Dospělí ptáci se mezi sebou dorozumívají hlučnými skřeky, díky kterým můžeme jejich společnost zpozorovat i na delší vzdálenost. Je velice dobrým letcem, ale většinou nepodniká žádné dlouhé výpravy.
Živí se semeny, plody, květy a ořechy, jejichž tvrdou skořápku dokáže snadno zdolat díky velice silnému zobáku, který dokáže při pevném stisku rozlomit v polovině i násadu od koštěte. Z důvodů potravní konkurence se živí i nezralými plody a rostlinami, které se chemicky postřikují proti okusu. Před otravou se pak brání polykáním zeminy, která v jeho žaludku působí jako protijed.
Ročně klade obvykle 3 vejce, na kterých sedí 23–27 dnů. Mláďata, o která pečují oba rodiče, opouštějí hnízdo asi po 12 týdnech. Pohlavní dospělosti ara zelenokřídlý dosahuje v 8. roce života a při dobrých podmínkách v zajetí se může dožít i 70–80 let.

## Galerie

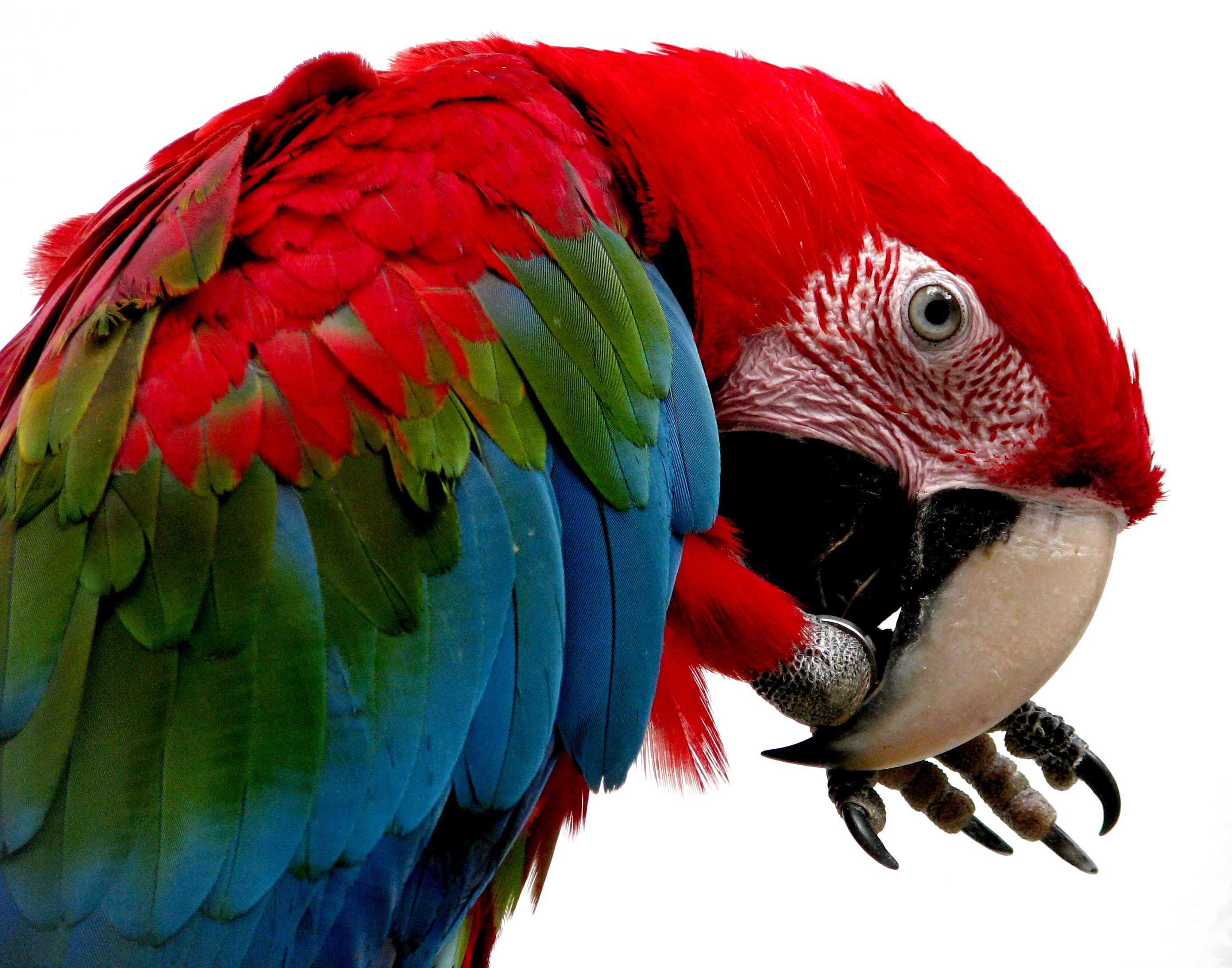
Ara chloropterus
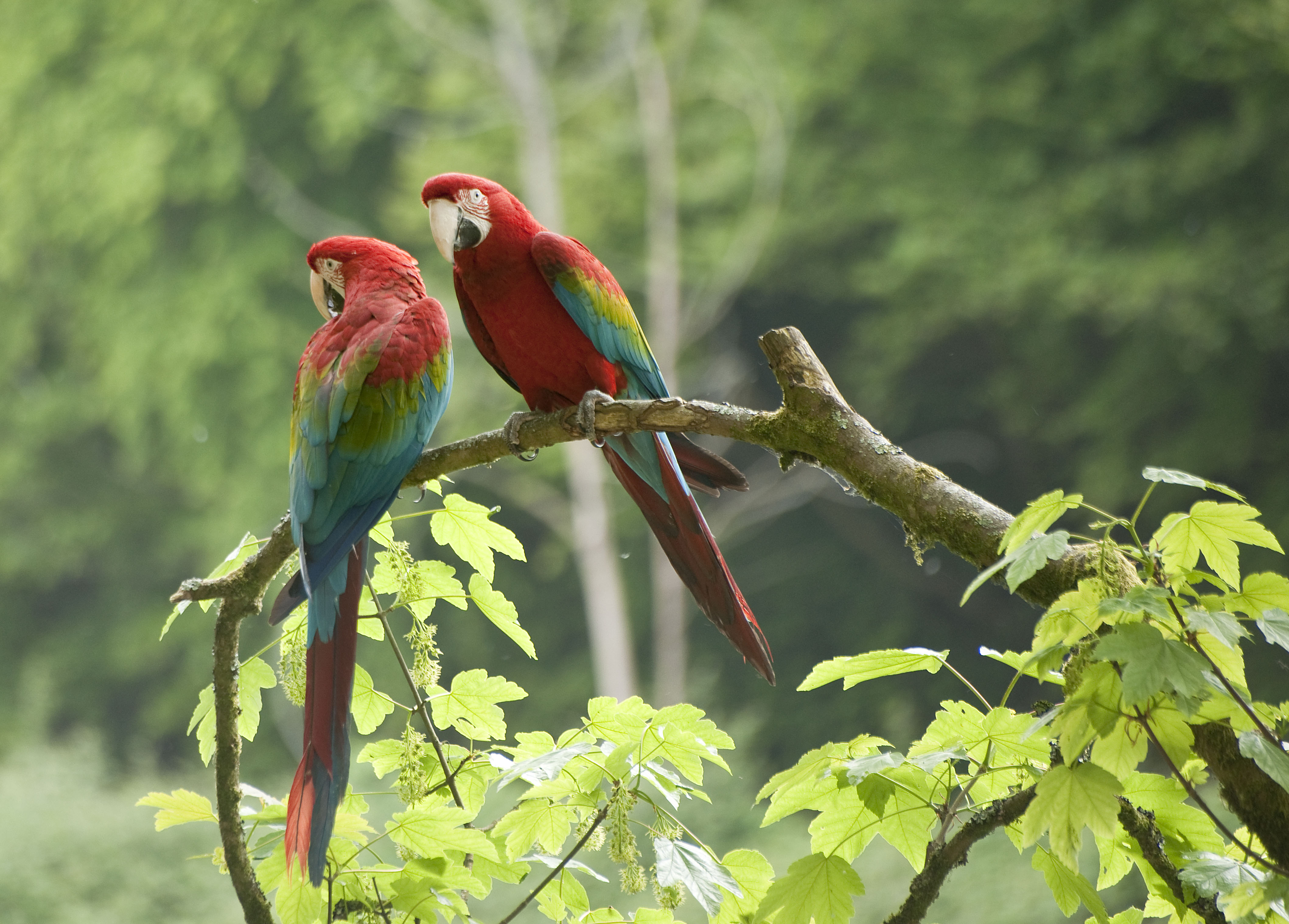
Ara chloropterus
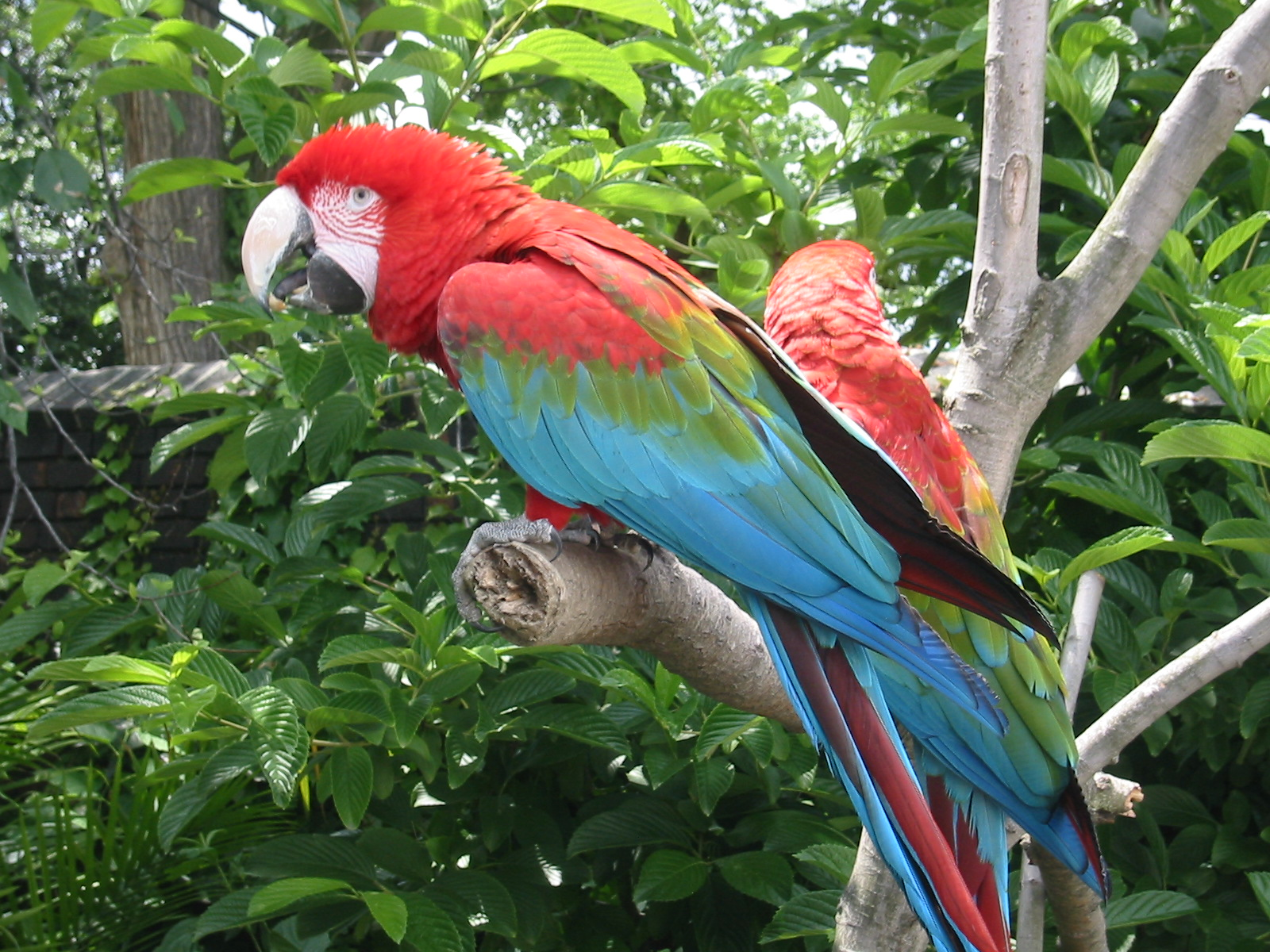
Ara chloropterus
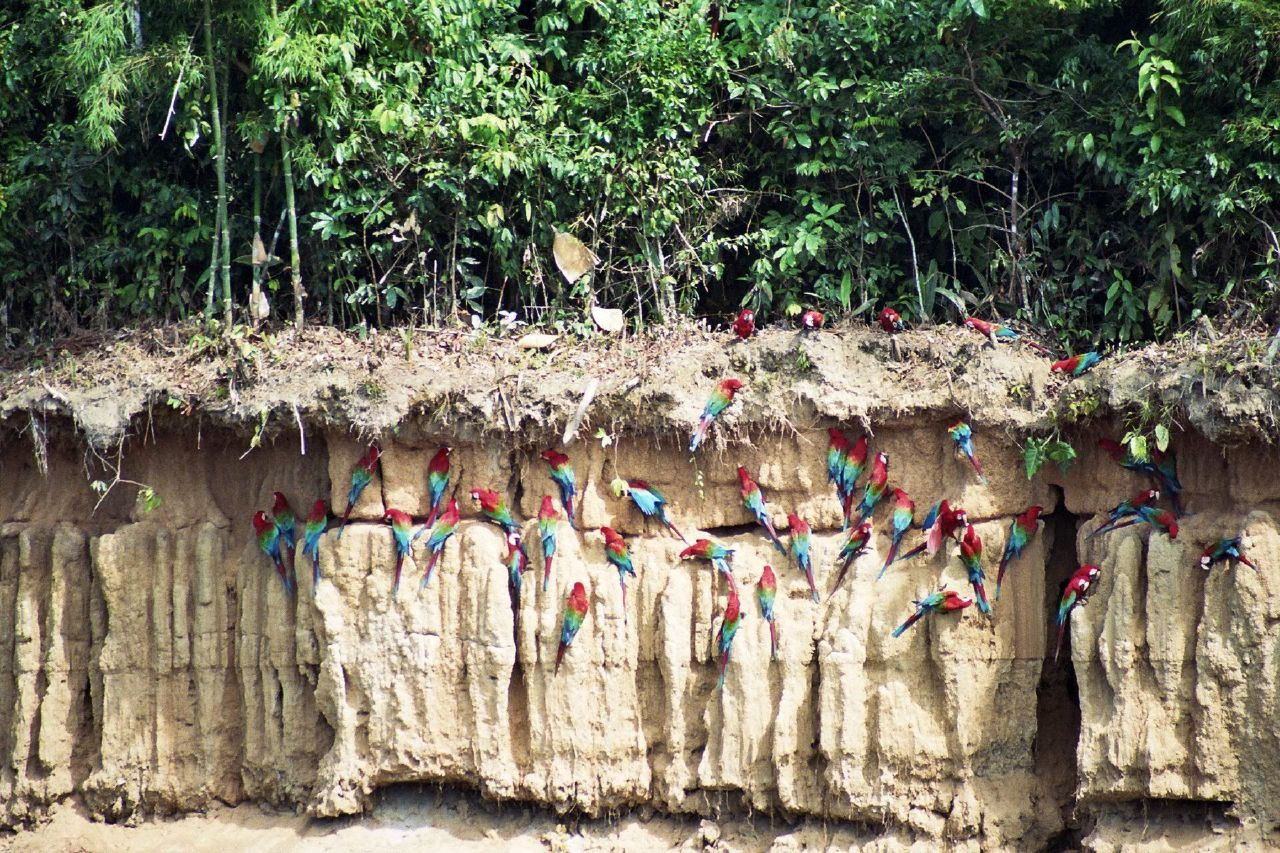
Ara chloropterus v Peru
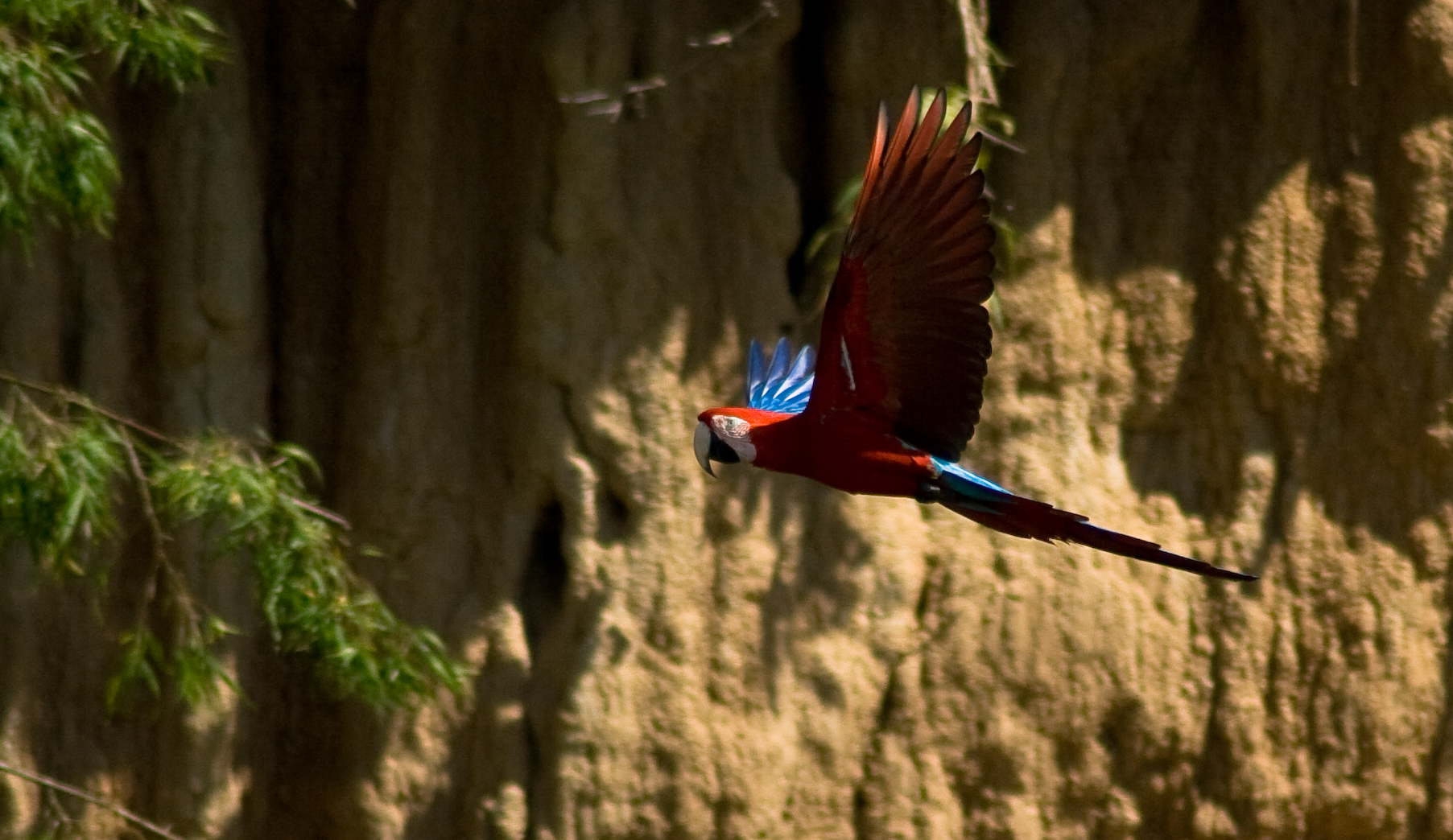
Ara chloropterus
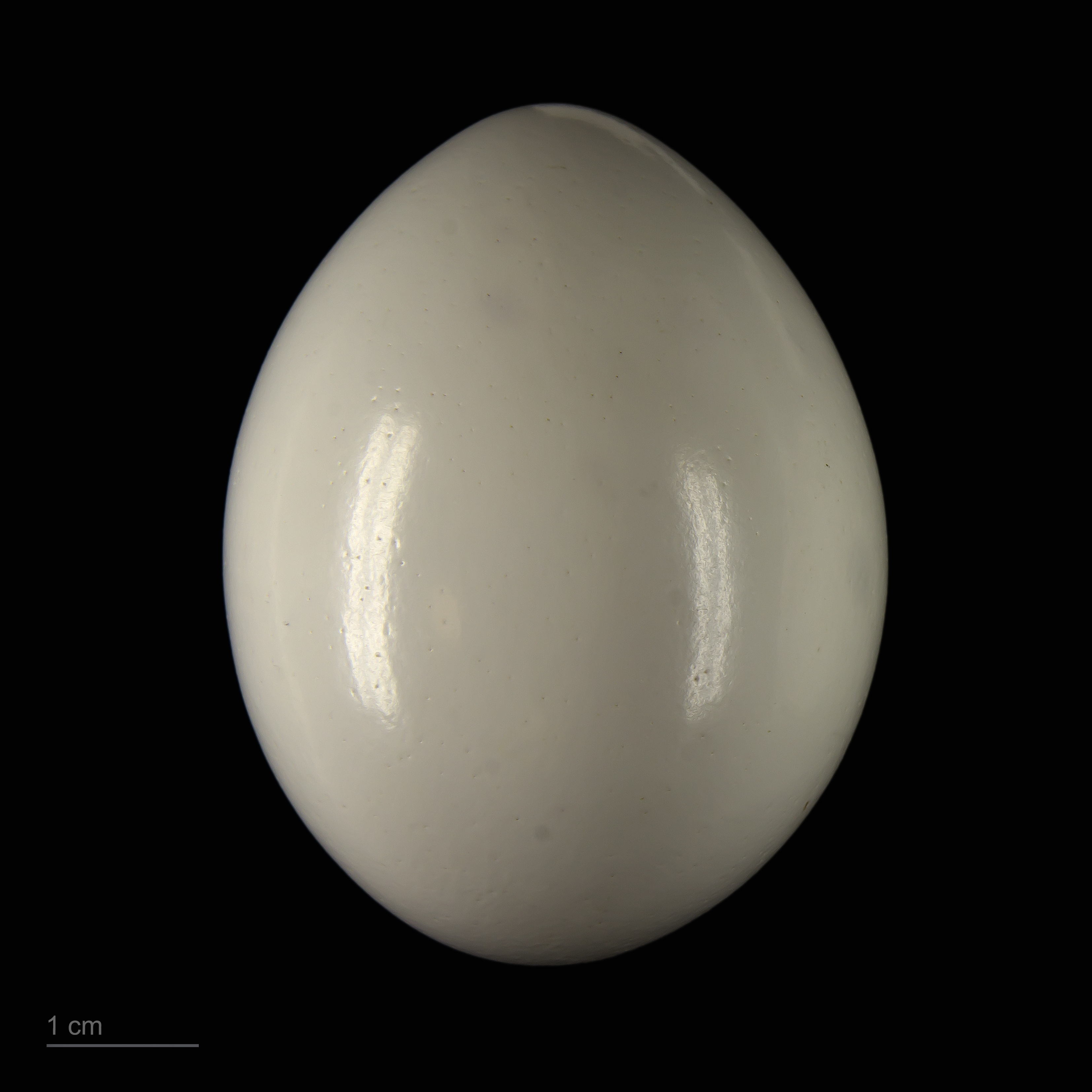
Museum specimen